# Falsohyllisia debile
Falsohyllisia debile är en skalbaggsart som först beskrevs av Olof Immanuel von Fåhraeus 1872.  Falsohyllisia debile ingår i släktet Falsohyllisia och familjen långhorningar. Inga underarter finns listade i Catalogue of Life.